# Nilópolis
Nilópolis é um município brasileiro da Região Metropolitana do Rio de Janeiro, no estado do Rio de Janeiro. É um dos treze municípios da Baixada Fluminense.
Com uma área total de 19,4 km², é o menor município do estado, sendo o 55.º em área urbana, com 9,6 km². Emancipou-se de Nova Iguaçu em 1947, sendo um antigo distrito iguaçuano.
Um estudo da Embrapa divulgado em outubro de 2017, concluiu que Nilópolis é o município de maior densidade populacional urbana no Brasil, com mais de 16 000 habitantes por quilômetro quadrado. Seu nome é uma homenagem ao político brasileiro, ex-Presidente do Estado do Rio de Janeiro e ex-Presidente do Brasil Nilo Peçanha.

## História
Nilópolis foi parte integrante da capitania hereditária de São Vicente, que pertenceu a Martim Afonso de Sousa, em 1531, que a dividiu em sesmarias, doando grande parte a Brás Cubas, fundador de Santos, em São Paulo, constando três mil braças por costa do lombo do Salgado e nove mil braças para dentro do rio Meriti, correndo pela piaçaba de Jacutinga, habitada pelos índios jacutingas, em 1568.
Nessa sesmaria incluía-se Nilópolis, São João de Meriti, Nova Iguaçu e Duque de Caxias, até às fraldas do Gericinó, que depois foram transformadas em novas sesmarias e grandes fazendas.
Em 1621, a área denominada Fazenda de São Mateus, veio a pertencer a João Alvares Pereira, tendo os limites até a cachoeira dos engenhos de Francisco Dutra e André S. Mateus, entre a data da Cachoeira (rio Pioim), até parte da serra da Maxambomba (atual Nova Iguaçu).
Em 1637, João Álvares Pereira manda construir a Capela de São Mateus, no alto da colina de Nilópolis, de barro batido (adobe) pelos índios aqui existentes, já escravizados.

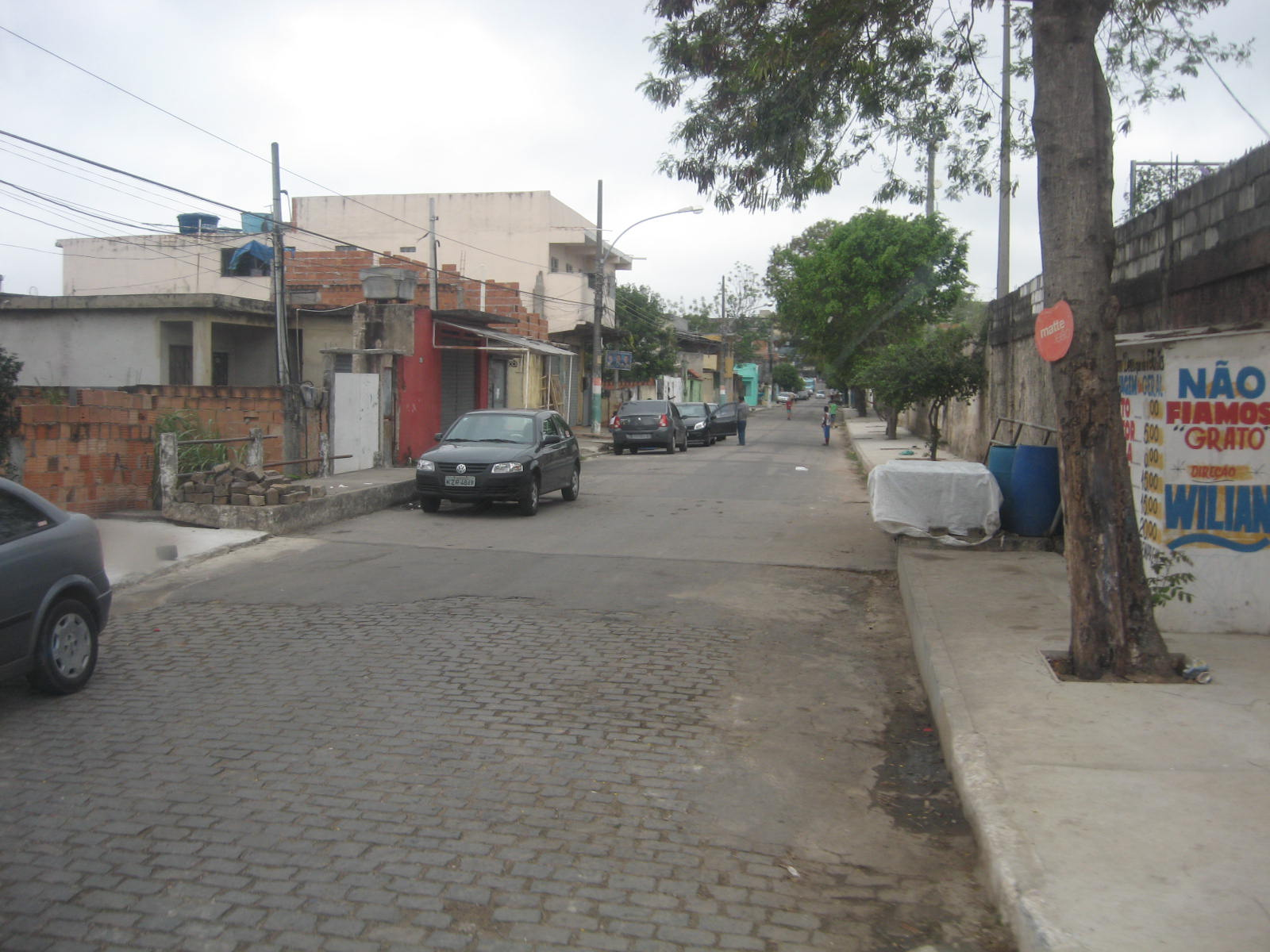
Nova Cidade

Sucedeu a João Álvares Pereira, Diogo Pereira, certamente seu parente, até o ano de 1700, quando as terras passam a pertencer a Domingos Machado Homem, cujo filho o Padre Mateus, casa a irmã Maria Gaga Machado com o capitão Manuel Pimenta Sampaio, em 1742.
Em 1747, a capela de São Mateus é elevada a matriz de São João de Meriti, dando origem à cidade, e recebe a visita do Monsenhor Pizzaro, em 1788, atestando o uso como curada, portanto, pronta para todos os atos da fé cristã.
Falecendo Domingos Machado Homem, casado com Joana de Barcelos, sucede-lhe o padre Mateus Homem Machado, que continuou a administrá-la com engenhos e grande produção de açúcar e aguardente que escoava no Porto da Pavuna.
Quando do falecimento do padre Mateus Homem Machado, do seu testamento consta que a fazenda tinha 1280 braças de terra, que fazem testada no rio Pavuna, que as dividia das terras de Oliveira Braga (engenho Nazaré, o atual bairro vizinho de Anchieta), correndo aos fundos com o rio chamado Cachoeira Pequena (Maxambomba), que divide as terras do capitão Manuel Correia Vasques. De uma banda partem as terras com o engenho da Pavuna, do capitão Inácio Rodrigues da Silva e da outra com terras do capitão Manuel Cabral de Melo e do ajudante Inácio Barcelos Machado.
E, no ano de 1779, seu proprietário é o alferes Ambrósio de Sousa Coutinho. A fazenda atinge seu esplendor com a produção de 30 caixas de açúcar e 14 pipas de aguardente, tendo uma população de 50 escravos sendo a mais importante da região.
O engenho situava-se na atual rua Antônio José Bittencourt (anteriormente rua Coronel Júlio de Abreu) esquina da rua Lúcio Tavares, e que através de um caminho, dava acesso à capela São Mateus, onde residiam e pernoitavam os sucessivos proprietários da área da então fazenda de São Mateus.

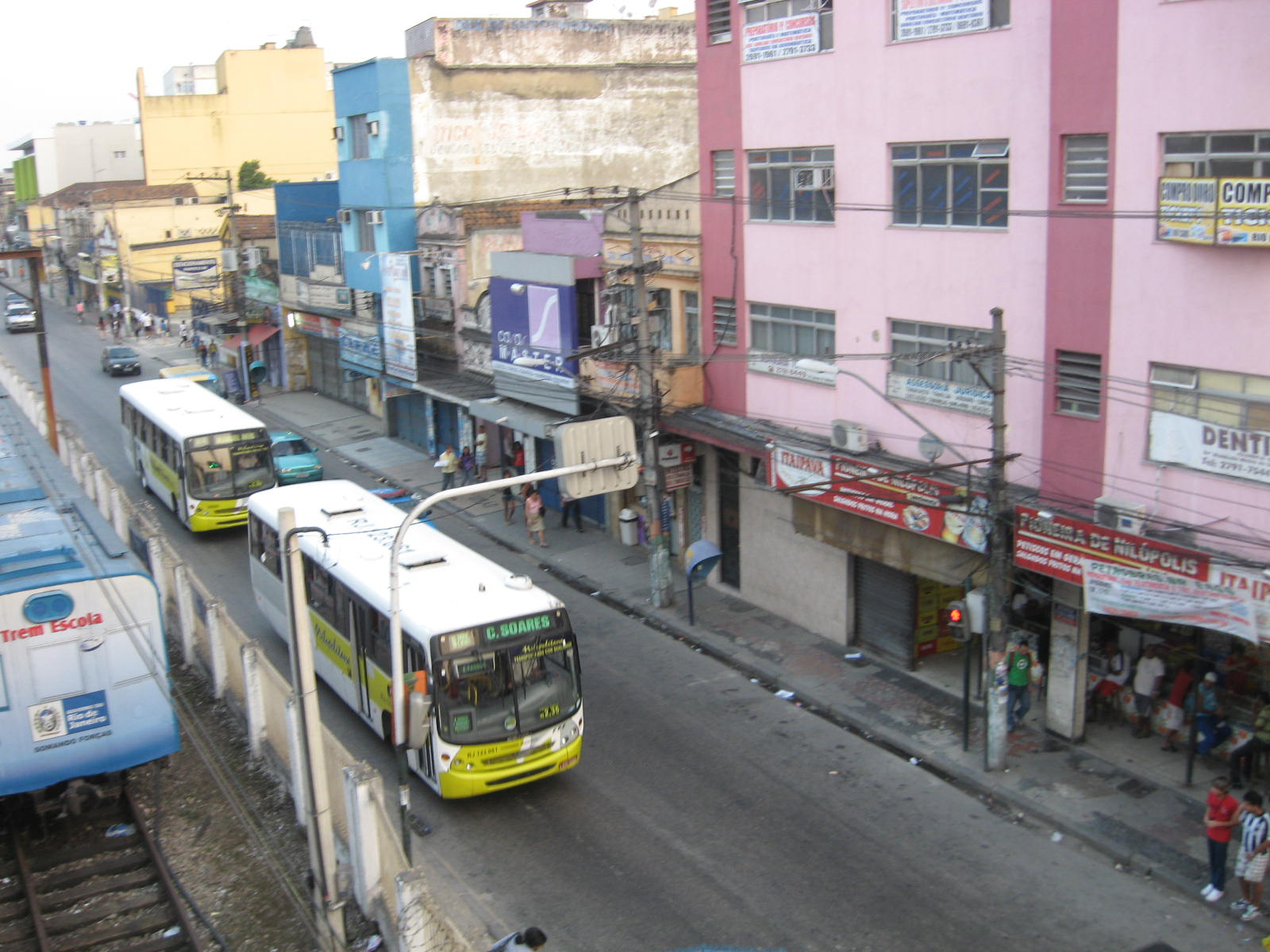
Vista de Nilópolis

Com a inauguração a 29 de março de 1858 da linha de trem da Estrada de Ferro Dom Pedro II (posteriormente denominada Estrada de Ferro Central do Brasil), cortando a fazenda com destino a Queimados, a população nativa foi abandonando as terras, não só devido ao movimento abolicionista, como também por novas opções de mão-de-obra devido ao progresso e outras novas atividades.
E as terras da Fazenda São Mateus a partir de 1866, tinham como proprietários os capitalistas do Rio de Janeiro o Conde e o Barão de Bonfim, e por fim, Jerônimo José de Mesquita, que as negociou com o criador de cavalos e mulas, João Alves Mirandela, que tinha como sócio Lázaro de Almeida, conforme escritura lavrada no dia 22 de setembro de 1900, no valor de vinte e cinco contos de réis.
Da escritura consta que além das terras negociadas havia dois barracões e imóvel, que era a capela de São Mateus, e sede da fazenda que limitava-se pelo lado de Maxambomba (atual Nova Iguaçu) com a fazenda da Cachoeira, de propriedade do Barão de Mesquita e com as terras dos herdeiros de Antônio Rocha; pelo lado da Pavuna, com as terras dos herdeiros do capitão Augusto da Costa Barreto e Sebastião Alves de Almeida; pelo lado direito, com o Distrito Federal, com as terras da fazenda de Nazaré (Anchieta) e terras da fazenda do Cabral (do capitão Manuel Cabral).
João Alves Mirandela e seu irmão Manuel Alves Mirandela, grandes criadores de animais para o Exército, cercaram uma área, junto à cerca da fazenda do Gericinó, até que seu enteado Vitor Ribeiro de Faria Braga, convenceu-o a desmatar a fazenda para um possível loteamento.
Procedido ao desmatamento o mesmo enteado propôs a João Alves Mirandela que se fizesse uma planta da área, que foi aceito por um documento público, chamando o então engenheiro da Central do Brasil, Teodomiro Gonçalves Ferreira, para executar a planta da cidade que iria surgir das matas da fazenda.
E, já no final de 1913 os jornais anunciavam lotes medindo 12,50 metros por 50,00 metros, em suaves prestações.
Um destes anúncios chamou a atenção do coronel Júlio de Abreu que veio pessoalmente conhecer a cidade que estava surgindo, e logo enamorou-se, comprando vários lotes e trazendo após, vários importantes amigos, objetivando erguer uma cidade promissora.
Ele mesmo construiu a primeira casa de pedra e cal, dando o nome de Vila Ema, em homenagem à sua esposa, inaugurando-a festivamente, com as presenças de comerciantes, banqueiros, políticos, homens públicos, ligados ao Rio de Janeiro, no dia 6 de setembro de 1914, marco de fundação da cidade de Nilópolis.
No mesmo local fundou o bloco do Progresso de São Mateus, depois de Nilópolis, sob sua inspiração e presidência, tendo como presidente de honra, Nilo Peçanha, que aqui esteve duas vezes, com o pensamento voltado para obter os melhoramentos de que uma cidade carece.

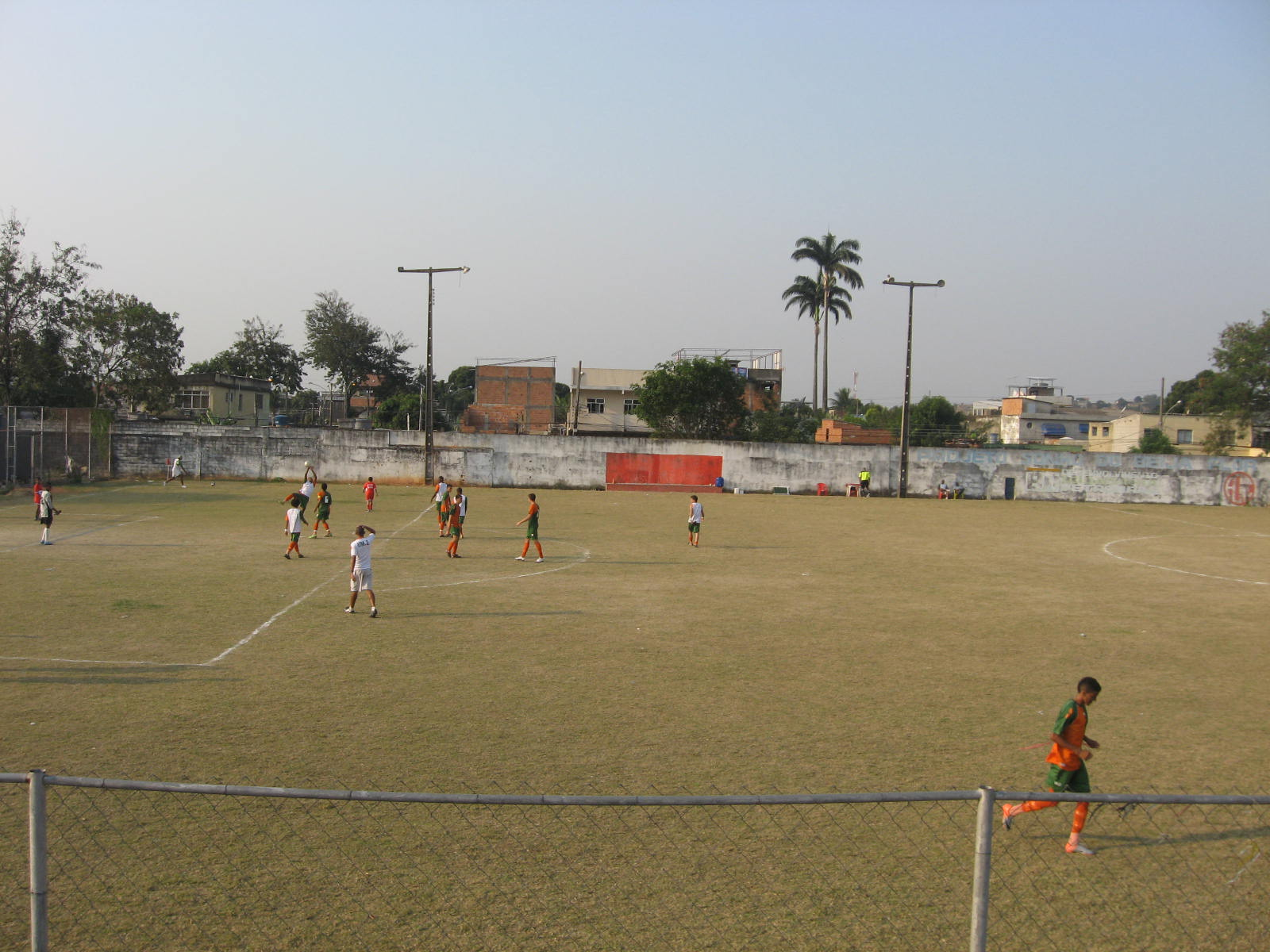
Estádio Joaquim de Almeida Flores, do Esporte Clube Nova Cidade.

Foi através dele que a cidade teve imediatamente ligação d'água; ligação de luz e iluminação pública; agência do correio; escolas particulares e públicas; comunicação; horário de trens; pontes ligando ao Rio de Janeiro e Nova Iguaçu; serviço de profilaxia rural; bandas de música e uma grande revista "Nilópolis". Nilópolis, já se chamou parada de São Mateus; parada e estação de Engenheiro Neiva, em homenagem a Lucas Soares Neiva, construtor da parada e plataforma dos trens; e, enfim, Nilópolis, em homenagem a Nilo Peçanha, grande benfeitor do município, a partir de 1° de Janeiro de 1921, numa festividade inesquecível.
Nilópolis esteve por muito tempo vinculado e fazia parte integrante da vila de São João de Meriti, então quarto distrito de Nova Iguaçu, até que por solicitação do deputado Manuel Reis, pela Lei nº 1332, foi elevado a sétimo distrito de Nova Iguaçu a partir de 1916, com apenas dois anos de existência.
E seu desenvolvimento foi num crescendo extraordinário, graças ao empenho de sua população laboriosa até que estando em discussão a nova carta constitucional do estado do Rio de Janeiro, o Deputado Lucas de Andrade Figueira propôs uma emenda, promulgada a 20 de junho de 1947, transformando-se na Lei estadual nº 67, emancipando Nilópolis juntamente com São João de Meriti, e que se comemora a 21 de agosto de cada ano.
A área de 22 km², que era a mesma da Fazenda de São Mateus, ficou reduzida a apenas 9 km², perdendo 5,60 km² para Gericinó; 5,60 km² para São João de Meriti e 1,80 km² para Nova Iguaçu, naturalmente os bairros da Chatuba e Édson Passos (em Mesquita), Vila Norma, Éden, Tomazinho e São Mateus (em São João de Meriti) eram na verdade os bairros do município de Nilópolis. Há projetos para ingressar a Chatuba, Tomazinho e Vila Norma novamente ao município.[carece de fontes?]
No plano esportivo, a maior expressão futebolística do município é o Esporte Clube Nova Cidade, segunda agremiação esportiva da Baixada Fluminense a integrar a Primeira Divisão do estado do Rio de Janeiro, entre 1989 e 1990, após sagrar-se campeã estadual da Segunda Divisão, em 1988, e vice da Terceirona em 1986. O time manda os seus jogos no estádio Joaquim de Almeida Flores, que lhe pertence. Atualmente o Nova Cidade disputa a Segunda Divisão Estadual. O outro representante da cidade na mesma divisão é o Nilópolis Futebol Clube.

## Turismo

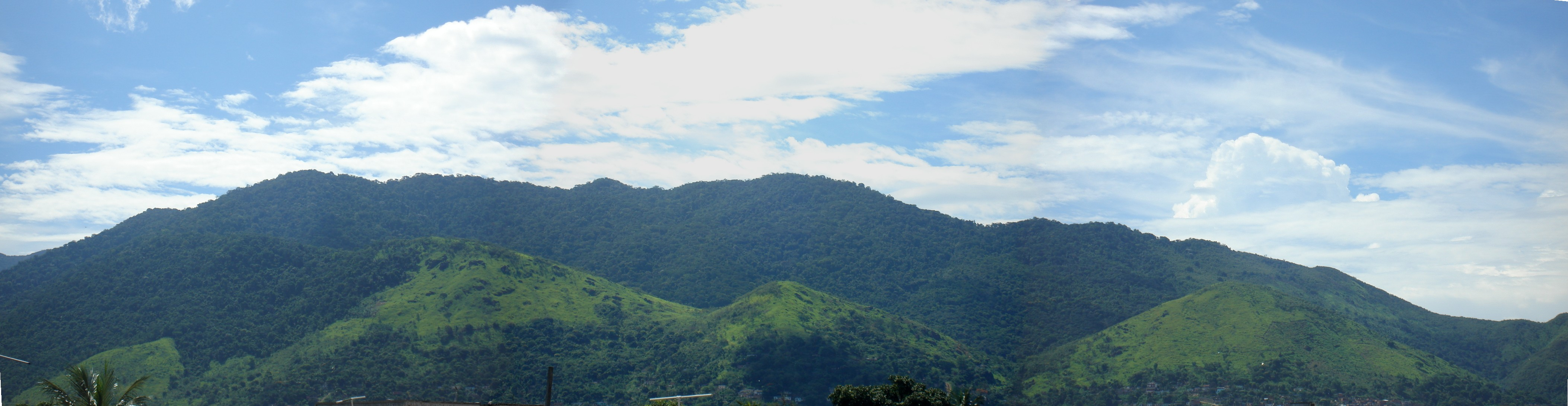
Vista do Maciço do Gericinó.

O Parque Municipal de Nova Iguaçu por onde tem partes nos municípios de Nilópolis e Mesquita (antigos distritos iguaçuanos). Na parte de Nilópolis, é chamado de "Gericinó" ou "Mata" como é conhecido pelos nilopolitanos. Tem 10,2 km de extensão, trata-se de uma área de proteção ambiental e área militar, já que o Exército Brasileiro usa essa área em algumas épocas do ano para treinamentos, sendo assim proibido por lei a ocupação de moradia e comércio. Tem um clima agradável e mais de 9 km de pista de bicicletas e aparelhos de academia. Essa pista termina numa área rural na encosta do Rio Pavuna já na entrada do bairro carioca de Realengo. Possui muitas árvores e bosques. Bastante sinalizado e com segurança realizada pela polícia militar. Possui um Centro de Visitantes no centro do parque. E a Serra do Mendanha servindo para modular a paisagem da região. No mesmo parque possui a primeira escola pública de Parapente do Brasil inaugurada no atual governo.

## Transportes
Nilópolis é servida por empresas de ônibus próprias do município, como Nilopolitana Cavalcanti & Cia, e outras empresas que não são sediadas na cidade mas prestam serviços à sua população.[carece de fontes?]

### Ferroviário
Nilópolis também possui duas estações ferroviárias, sendo uma no Centro da cidade, que é a Estação Nilópolis, e outra no bairro de Olinda, que é a Estação Olinda. Ambas fazem parte da Linha Japeri da SuperVia.

## Administração pública
Poder Executivo
O atual prefeito de Nilópolis, Abraão David Neto (PL), natural de Nilópolis, foi eleito em 2020 pela primeira vez como Prefeito. A atual vice-prefeita é Flávia Rocha Sardinha Duarte do (PL).
Poder Legislativo
O Poder Legislativo é representado pela câmara municipal, composta por 12 vereadores com mandato de quatro anos. Cabe aos vereadores na Câmara Municipal de Nilópolis, especialmente fiscalizar o orçamento do município, além de elaborar projetos de lei fundamentais à administração, ao Executivo e principalmente para beneficiar a comunidade.
- Presidentes da câmara: Rafael Pereira Nobre - PTB (2021-2022),

## Subdivisões

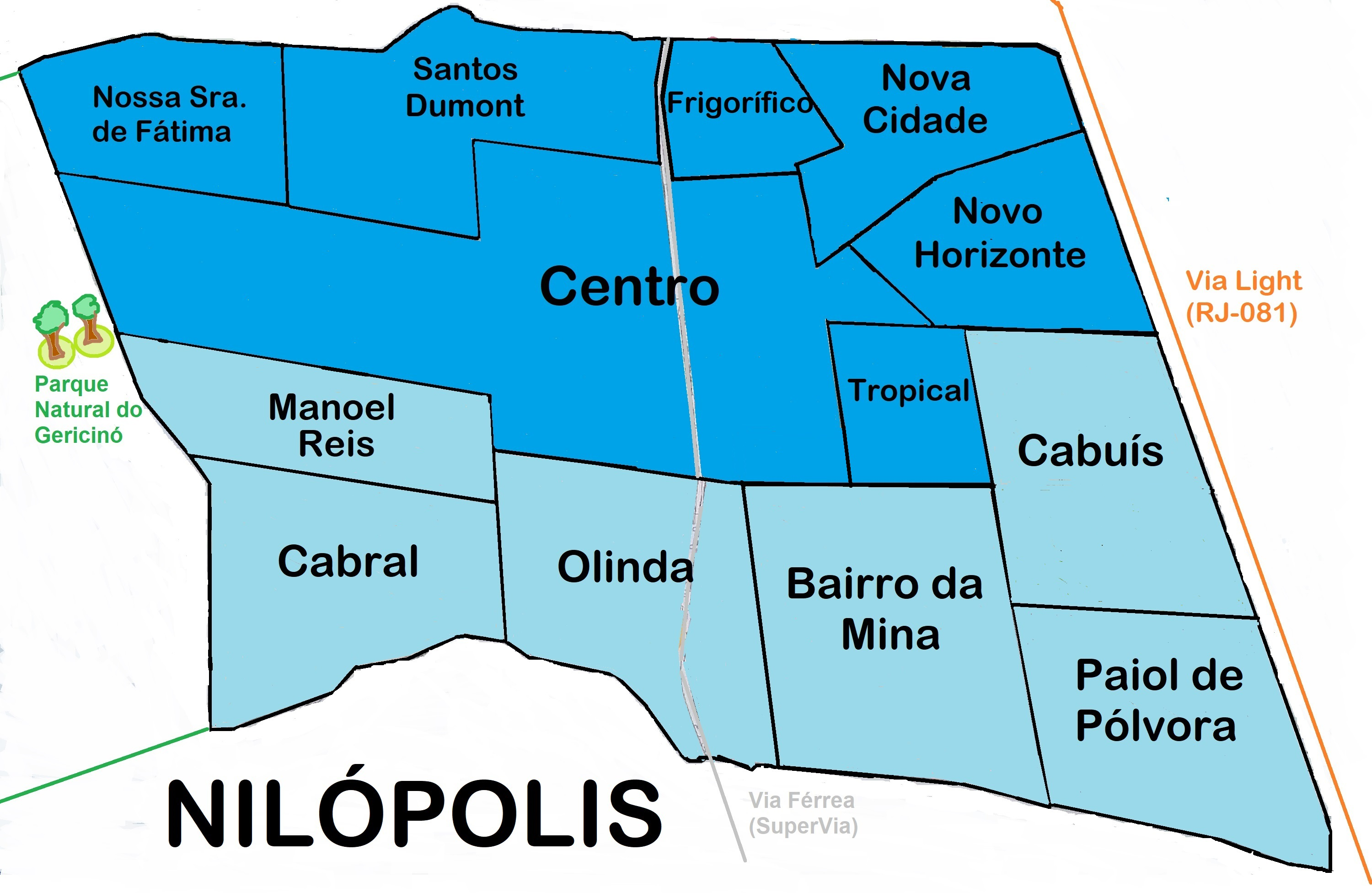

Nilópolis possui dois distritos : Nilópolis e Olinda.
Que englobam alguns dos seguintes bairros:
| Bairros oficiais |                                                                                               |
| Distrito         | Bairros                                                                                       |
| Nilópolis        | Centro • Nova Cidade • Novo Horizonte • Nossa Senhora de Fátima • Santos Dumont • Frigorífico |
| Olinda           | Olinda • Manoel Reis • Bairro da Mina • Paiol de Pólvora • Cabral • Cabuís • Tropical         |

## Saúde
Hospitais e postos de saúde em Nilópolis:
Hospitais
- Hospital Municipal Juscelino Kubitschek localizado no Centro

Postos municipais nos bairros
- Nova Cidade
- Novo Horizonte
- Frigorífico
- Nossa Senhora de Fátima
- Manoel Reis
- Cabral
- Cabuís
- Olinda
- Centro – Complexo Municipal de Saúde Melchiades Calazans

## Segurança e criminalidade
Segundo os dados da Secretaria Municipal de Segurança Pública de Nilópolis, com a instalação de câmeras de segurança e da Central de Monitoramento, os índices de roubo de carros e motos caíram em relação aos municípios vizinhos e em gestões anteriores. Nilópolis é a cidade mais segura da Baixada Fluminense, porém o índice de homicídios e latrocínios ainda continuam altos, mesmo com a instalação do mini-batalhão no bairro Novo Horizonte e da DP localizada no bairro Cabuís. Ainda a fonte constata que o bairro mais perigoso do município atualmente é Olinda, enquanto que o bairro menos perigoso é o centro da cidade.

## Na cultura popular
No Centro de Nilópolis, está instalada a quadra da GRES Beija-Flor, uma das mais prestigiadas escolas de samba do carnaval carioca.

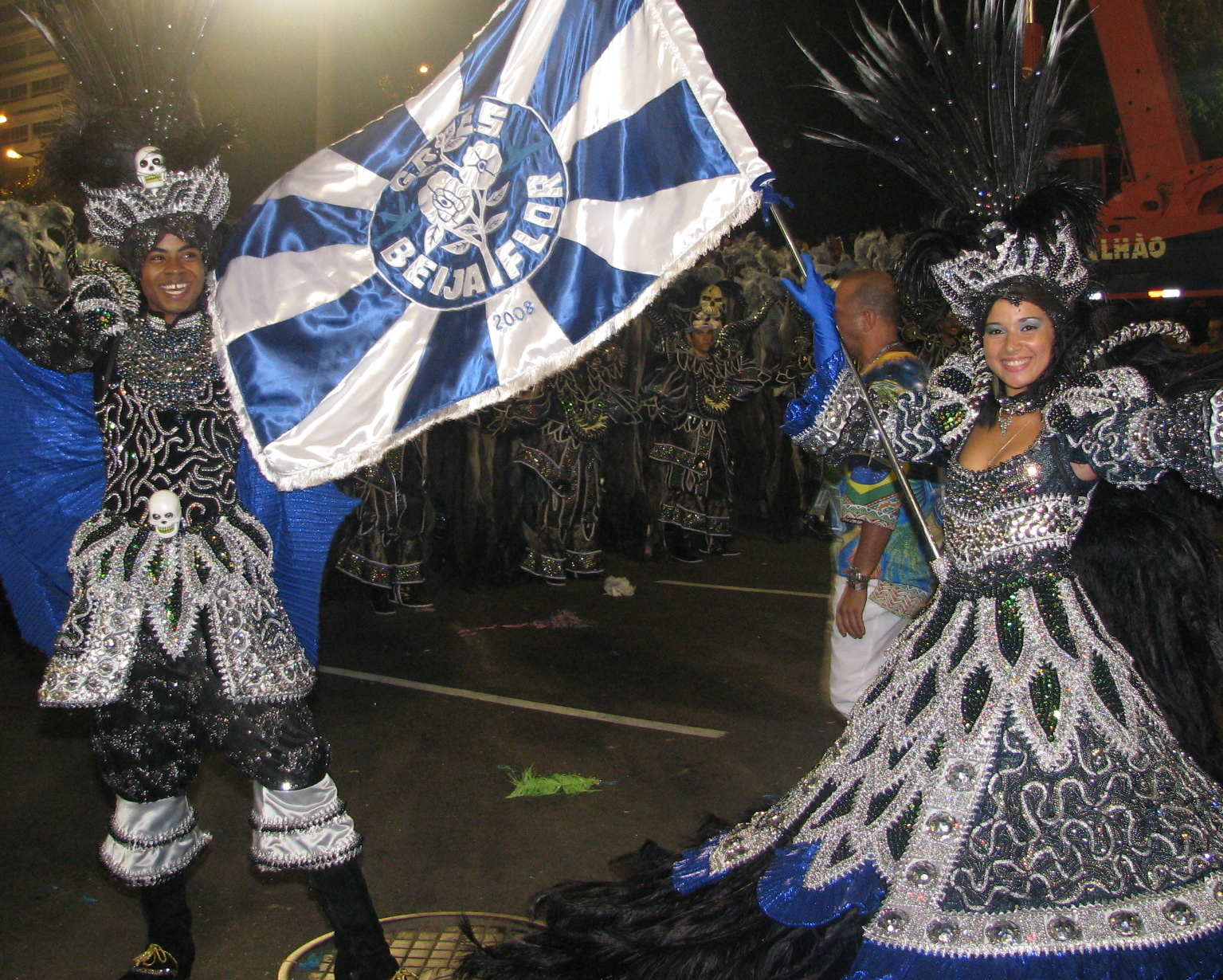
Desfile da Escola de Samba Beija-Flor de Nilópolis em 2008

O município também foi um dos cenários de ambientação da telenovela da Rede Globo, Pai Herói (1979), de Janete Clair.